# Чапље
Чапље (лат. Ardeidae) породица су птица, која према традиционалној класификацији припада реду рода, а према данас важећој класификацији Међународне Орнитолошке Уније (енгл. International Ornithologists' Union) припада реду несита.
Породица обухвата око 17 родова. Већина родова и врста ове фамилије носи назив чапља, али има и изузетака попут гакова и букаваца.

## Опис
Лет им је грациозан и спор, са савијеним вратом и главом повученом уназад, а ногама испруженим иза тела.
Много времена проводе на тлу, често стоје на једној нози, или непомично чекајући у плиткој води или на обали чекајући плен. Гнезде се у колонијама.

## Исхрана
Основна храна им је риба, а хране се и жабама и другим животињама.

## Распрострањеност и животна околина
Живе скоро свуда у свету, нема их само на Антарктику. Највећи број чапљи (24 чапље) живи у јужној и југоисточној Азији.
Најчешће се срећу у низијама, ретко се виде у брдовитим пределима.
Чапље обично живе уз обале слатких вода. Најчешће су поред језера и мочвара, али и поред река, у шумама мангрова и на морским обалама.

## Најпознатије врсте чапљи
- — Сива чапља
- — Црвена чапља
- — Жута чапља
- — Букавац
- — Чапља говедарка
- — Велика бела чапља
- — Мала бела чапља
- (.) — Афричка црна чапља
- — Гак

## Систематика породице
Породица чапљи дели се на три групе (потпородице):
потпородица 
род 
род 
род 
род 
род 
род 
род 
род 
род 
род 
род  †
род  †
потпородица 
род 
род 
род 
потпородица 
род 
род 
род 
род 